# Josef Hlávka

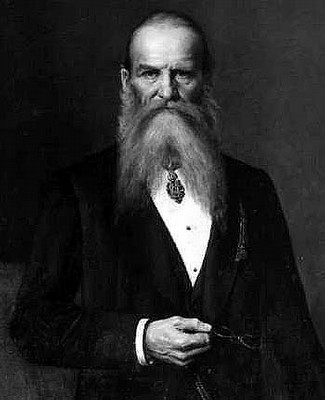
Josef Hlávka.

Josef Hlávka, född 15 februari 1831 i Přeštice, död 11 mars 1908 i Prag, var en tjeckisk arkitekt.
Hlávka var Heinrich von Ferstels medhjälpare vid byggandet av riksbanken och Votivkyrkan i Wien samt medverkade vid uppförandet av Operahuset där. Sedermera utförde han den ortodoxa kupolkatedralen och andra monumentala byggnadsföretag i Czernowitz, vann därigenom rikedom och kunde utöva storartad välgörenhet i det slaviska Böhmen. Han grundade ett studenthem i Prag och stiftade 1890 den tjeckiska Frans-Josef-akademien för vetenskap, vitterhet och konst, vars förste president han var. Han var medlem av Österrikes första kammare (das Herrenhaus).